# José Zapata Alba
José Zapata Alba (La Paz, 19 de marzo de 1946) es un cantautor boliviano, activo desde fines de la década de 1960. Su carrera ha estado vinculada principalmente a la música folklórica boliviana, participando en festivales internacionales y nacionales, además de tener una amplia producción discográfica.

## Biografía y trayectoria musical
Zapata inició su carrera artística el 28 de diciembre de 1968 en el Teatro Princesa de La Paz, durante la visita del grupo argentino Los de Salta. En 1970 fue finalista del Festival de la Canción Latina del Mundo, organizado por la empresa Discolandia, con la que también grabó su primer disco.
Ese mismo año, participó en el Festival de Ambato (Ecuador), donde recibió el reconocimiento Capullí de Oro. En 1971 fue invitado al Festival de Cosquín en Córdoba (Argentina), y ese año también fue galardonado como mejor solista vocal en el festival del Grupo Andino en Antofagasta (Chile).
También incursionó en el teatro, actuando en obras como Dos comadres terremotos y El último huayño.
Zapata realizó presentaciones en Nueva York en dos ocasiones: en 1988 y en 2012. En esta última recibió un reconocimiento en la gala de los Premios Aruma por parte de la comunidad boliviana residente en Estados Unidos. En 1992, la Alcaldía de La Paz le otorgó un reconocimiento por su aporte a la cultura nacional.
Entre otros reconocimientos, fue premiado por el restaurante Los Escudos como animador artístico (1972 y 1973), por Industrias Lyra como mejor cantante solista (1972) y ganó el festival Raqchi en Sirvani (Perú, 1974). En 1975 representó a Bolivia en el Inti Raymi en Cusco y en el Festival de la Amistad en Belo Horizonte (Brasil), junto a artistas como Savia Andina y Chela Urquidi.
En 2020, durante la pandemia de COVID-19, realizó una presentación virtual desde su casa, transmitida a través de Facebook Live, en la que interpretó algunos de sus temas más reconocidos.

## Producción musical
Entre sus canciones más conocidas se encuentran:
- "Besitos de fuego"
- "Duda"
- "Canción del adiós"
- "La cuesta de Sama"
- "Acaso porque soy pobre"
- "Te arrepentirás"
- "Viva mi patria Bolivia"

Como compositor, varias de sus obras han sido interpretadas por artistas de otros países. Destaca "Porque soy pobre", que fue grabada por cantantes como Lucho Barrios, Juan Ramón (Argentina), Los Cuatro de Córdoba y grupos de Ecuador y Perú.
Zapata ha grabado más de 20 long plays, 40 extended plays y sencillos, además de CDs y cassettes.